# الخط الزمني للتصوير الضوئي

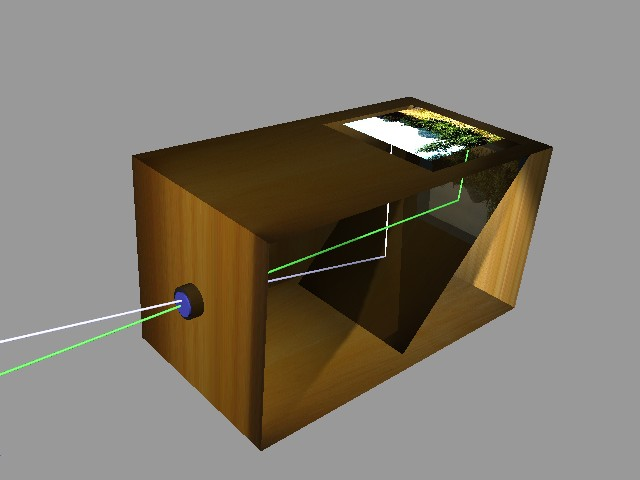
رسم توضيحي للكاميرا المظلمة

الخط الزمني للتصوير الضوئي 

## المرحلة الأولى
- 1039 – أبو الحسن ابن الهيثم يصف ويكتب عن آلة التصوير البدائية قبل 250 سنة من وصف روجر باكون Roger Bacon للكاميرا
- 1544 – الكاميرا المظلمة The Camera Obscura عبارة عن غرفة صغيرة مظلمة جدا في إحدى جدرانها ثقب بحجم الدبوس يخترقها الضوء القادم من الخارج ليسقط على الجدار الآخر المقابل للفتحة المطلي باللون الأبيض للحصول على صورة واضحة قدر الإمكان وكانت الصورة المتكونة مقلوبة راسا على عقب وكذلك معكوسة الاتجاهات وقد تم صنعها لمراقبة كسوف الشمس
- 1550 – قام جاردانو Gardano بوضع عدسة محدبة الوجهين على ثقب آلة التصوير فزادت بذلك شدة استضاءة الصور، المتكونة وكان الزجاج المستعمل في صنع هذه العدسة من النوع شديد النقاء. Crown glass .
- 1568 – لاحظ دانيال باربارو Danial Barbaro اثر وضع الحدقة على شدة وحدة الصورة الناتجة
- 1573 – اقترح دانتي Danti وضع مرآة مقعرة لقلب الصورة من جديد والحصول على صورة بالوضع الصحيح.
- 1676 – ظهرت آلة التصوير العاكسة والحاوية على مرآة مائلة بزاوية (45)ْ بالنسبة للعدسة والتي اخترعها عالم الرياضيات جوهان ستورم Johann Sturm
- 1727 – العالم الفيزيائي الألماني جونان شولز Johnn Schulze اكتشف بان خليطاً من الطباشير وحامض النتريك يتحول إلى اللون الارجواني الغامق يمكن بواسطة تشكيل صورة عند تعرض الخليط المذكور إلى ضوء الشمس، وفي نهاية القرن نفسه وجد الكيميائي السويدي كارلCarl Scheel ان اسوداد على الفضة عند التعرض للضوء مرده إلى تحرير الفضة النقية وكذلك اكتشف بان عملية الاسوداد تلك تزدادأكثر من أي شعاع آخر وفي بداية القرن التاسع عشر قام توماس وجوود (Tomas Wedgoos) بوضع الواح سالبة وذلك بتغطيس قطعة ورق في محلول نترات الفضة، ثم يلصقها بقطعة زجاجية عليها رسم معين ويتم بعد ذلك تعريضها إلى الضوء ولاحظ بأن معظم الرسم الذي على القطعة الزجاجية يطبع على الورقة المغطسة في محلول النترات وحاول بعدها رفع قطعة ورقية أخرى معادلة بنفس الطريقة اعلاه داخل آلة التصوير ليقوم بتسجيل صورة عليها ولكن نترات الفضة لم تكن حساسة للضوء بدرجة كافية ولم يستطع أيضا الاحتفاظ بالصورة المتكونة إذ لم يكن محلول التثبيت قد اكتشف بعد ذلك فقد تحولت نتائجه إلى قطع ورقية سوداء في نهاية الامر.

## المرحلة الثانية
- 1822 – نسيفور نيبس يأخذ أول صورة ثابتة لنقش البابا بيوس السابع[2]
- 1826 – نسيفور نيبس يأخذ صورة من الطبيعة تطلبت 8 ساعات حتى تكونت فقد حضر أول صورة ضوئية بتعريض سطح حساس للضوء في آلة تصوير في أوائل صيف عام 1826. وقد عمل طويلاً مع لويس داجير وأجريا تحسينات على طريقة إعداد فيلم التصوير. وقد واصل داجير عمله بعد وفاة نيبس. فقد تمكن من إنتاج لوح حساس للضوء بمقدوره تسجيل صورة كامنة يمكن اظهارها فيما بعد كيميائيا واكتشف أيضا محلولا بمقدوره الحفاظ على الصورة بعد اظهارها وهو محلول التثبيت كذلك قام بصنع آلة تصوير ذات منفاخ شبيهة بالة الاوكورديون الموسيقية تتضمن حدقة متعددة الفتحات ولغرض مراقبة تكون الصورة على اللوح الحساس استخدم ثقبا صغيرا في جسم آلة التصوير في حالات التعريض الضوئي الطويلة وهو ما اعتمد عليه فيما بعد هنري فوكس تالبوت. وقد نشر نايسبور ابحاثه في التايمس Times مع صورة التقطها بنفسه من نافذة غرفته المظلمة في بيته وقد استغرقت عملية التعرض الضوئي ثمان دقائق لان الحساسية للضوء كانت قليلة ومع ذلك فقد استطاع تقديم صورة موجبة. وقد ادخلت عدة تحسينات على اللوح الحساس للتقليل من المدة التي تستغرقها عملية التعريض الضوئي ولكن أكبر تلك التحسينات كانت باستخدام عدسة مكونة من قطعتين زجاجيتين تم بواسطتها الحصول على صورة أكثر استضاءة بـ (16) مرة من تلك التي يتم الحصول عليها من العدسة المفردة وبذلك امكن الحصول على صورة شخصية خلال دقيقة واحدة فقط بينما كان المعتاد ان تستغرق هكذا صورة ثمانية دقائق تحت ضوء الشمس. بعدها أصبح البورتريت مهنة تجارية ووسيلة من وسائل الكسب السريع وانتشرت بذلك القاعات الفنية التي تخصصت بعرض وبيع هكذا صور حتى بلغت في نيويورك وحدها (71) قاعة فنية، وفي انكلترا استطاع ريتشارد بيردان ان يجمع ثروة تقدر بـ (40.000) باوند خلال عام واحد لامتلاكه مجموعة من تلك القاعات مع عدد من الاستوديوهات المتخصصة بتصوير الصور الشخصية فقط.

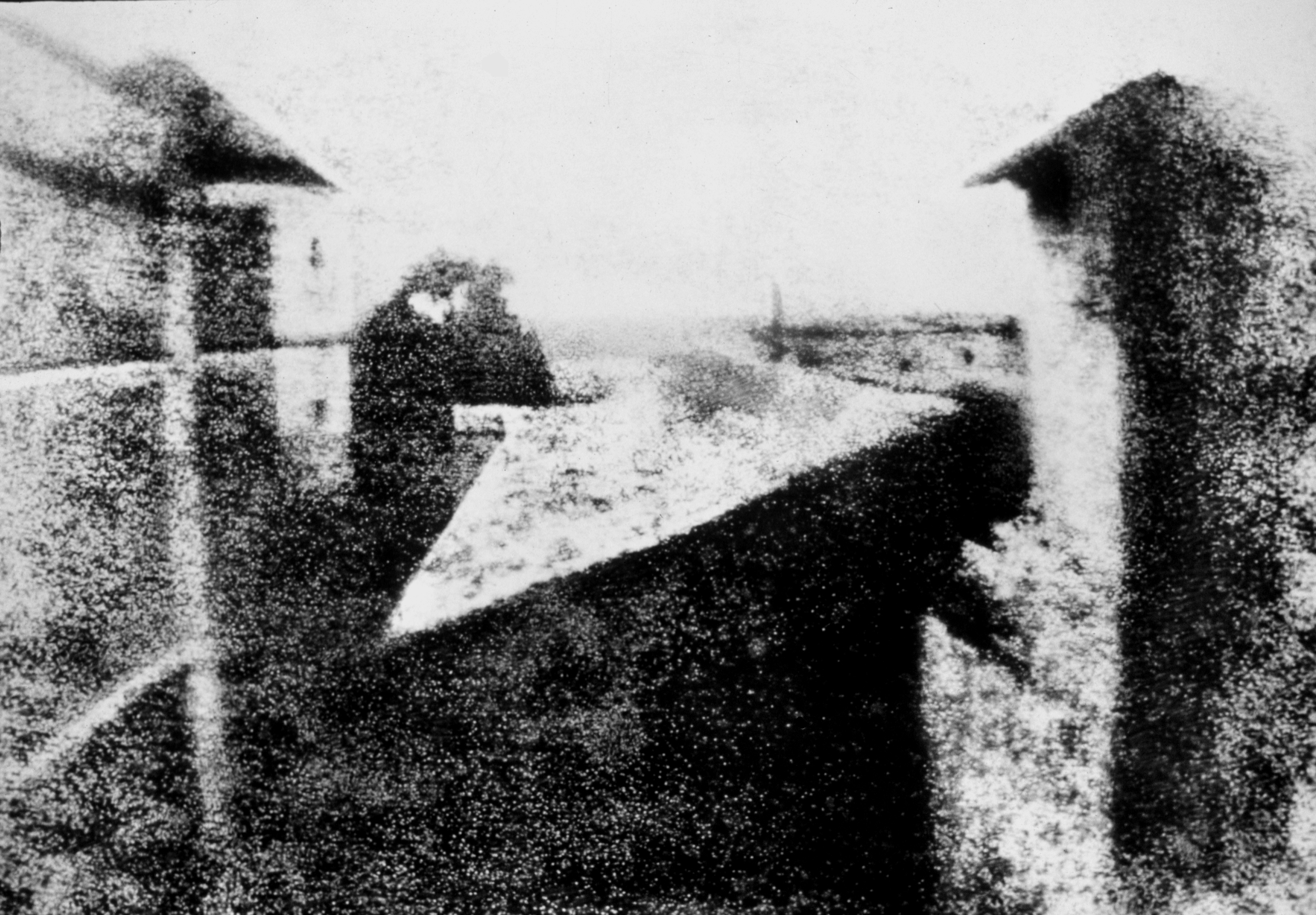
أقدم صورة باقية التقطها جوزيف نيبس عام 1826

- 1835 – وليم فوكس تالبوت يقوم بابحاث وتجارب حول معاملة اللوح الحساس لاظهار الصورة ومن ثم تثبيتها بعد ذلك فقد علم اثناء تجاربه تلك بما قام به توماس ويجوود Tomass Wedgood واستطاع تالبوت ان يصنع لوحا حساسا بتغطيس ورقة في محلول كلوريد الصوديوم وبعد جفافها اغطسها ثانية لكن هذه المرة في محلول نترات الفضة فتشكلت بذلك طبقة من كلوريد الفضة على سطح الورقة ثم قام بما يعرف الآن بالطبع التلامسي أي وضع السالب Negative الورقة التي انتجها وقام بتعريضها للضوء ثم قام بمعاملتها بالمحلول السابق (كلوريد الصوديوم أو يوديد البوتاسيوم) لكن كل عمله ذهب هباء لان الصورة اسودت بالكامل لعدم ملائمة محلول التثبيت.
- 1839 – لويس داجير يحصل على براءة الاختراع عن اختراعه لطريقة قديمة في التصوير الضوئي عرفت بالداجيروتايب.
- 1839 – وليم فوكس تالبوت قام بدور كبير في تطوير عملية تظهير الصور، كما أنه ابتكر طريقة تشبه الطريقة المتبعة حالياً والقائمة على إنتاج سلبيات صغيرة للصورة يمكن استخدامها لإنتاج الصورة المطلوبة وذلك على خلاف الأسلوب الذي اتبعه جوزيف نيبس ولويس داجير.

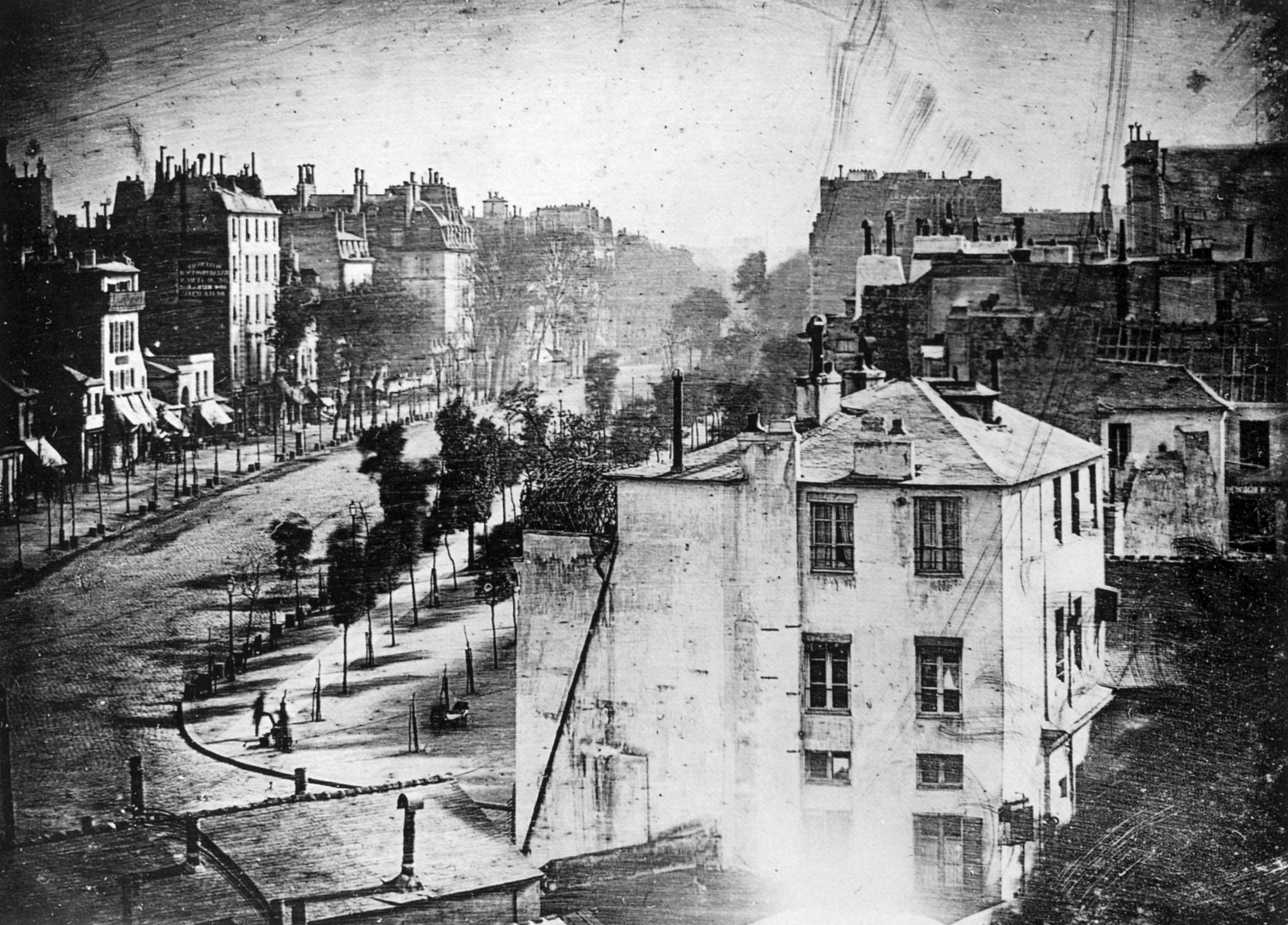
أول صورة يظهر فيها شخص 1838 أو 1839

- 1839 – جون هيرشل أسهم في مسائل مهمة أدت إلى تحسين العمليات الضوئية (Cyanotype). عرف العالم على المصطلحات «تصوير» «نيغاتيف (سلبي)» و«بوسيتيف (إيجابي)»، واستعمل الصوديوم ثيوسلفيت كمثبّت.
- 1851 – قدم اختراعا مهما جدا وهو المعادلة بمادة الكولوديون (Collodion) الذي تم اكتشافه عام 1847 كمعالج للجروح وهو عبارة عن خليط من نترات السيليوز مع الكحول فيشكل طبقة رقيقة شفافة بعد جفافه على المنطقة المجروحة. وقد قام (ارجر) باضافة يوديد البوتاسيوم إلى الكولوديون وقام بطلاء لوح زجاجي بهذا الخليط وبعد ذلك اضاف نترات الفضة إلى اللوح الزجاجي وكل ذلك يتم في غرفة مظلمة طبعا وقبل جفافه يتم وضع اللوح داخل آلة التصوير ويتم تعريضها للضوء، اما عملية الإظهار فتتم بواسطة سلفيت الحديدوز ثم يتم بعد ذلك تجريد مادة الكولوديون من اللوح ثم يغسل اللوح ثم يتم التثبيت بعد ذلك في محلول سيانيد البوتاسيوم ويغسل اللوح مجددا وقد عرفت هذه المعاملة الخاصة باللوح المقبل
- 1878 – جارلس بنت (Charles Bennett) استطاع عمل مستحلب ضوئي لطلاء اللوح الحساس به وكان عبارة عن بروميد الكادميوم ونترات الفضة واستطاع بذلك التقاط صور بسرعة 1/25 من الثانية إضافة إلى كون ذلك اللوح يمكن تعبئته في آلة التصوير وهو في حالة جافة وامكن أيضا التقاط الصور بحمل آلة التصوير باليد بدلا من وضعها على الحامل (Tripod) يبقى ان اللوح الحساس هذا كان مصنوعا من مادة الجيثلاتين وهو ما أصبح بعد ذلك ثورة في عالم الضوئ. وقد أصبح اللوح الحساس الجاف هاجس الصناعيين انذاك واصبح ينتج بكميات كبيرة إضافة إلى عمليات اظهار وتثبيت ومن ثم طبع أعمال المصورين واصبحت هذه العملية تتم على مستوى جماهيري واسع النطاق

من تجارب إدوارد مويبريدجعام 1878

- 1878 – إدوارد مويبريدج يقوم باولى التجارب لتحريك الصور وقد عرف التصوير فائق السرعة واهميته وشرح كيف حل وفهم العديد من الظواهر العلمية والطبيعية بالإمكانيات المتواضعة المتاحة للإنسان في ذلك الوقت. وهو مكتشف الزوبراكسيسكوب (zoopraxiscope) وهي عبارة عن قرص دائري مع سلسلة من الصور، وعندما يتم تناوب القرص أنه يعطي انطباعا للحركة.

## المرحلة الثالثة
تتميز هذه المرحلة أن الإنتاج أصبح تجاريا وشعبيا

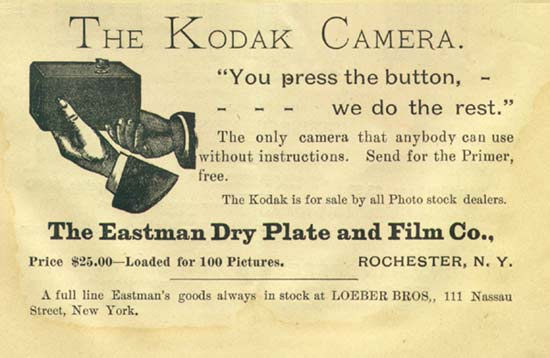
اعلان عام 1889 لكوداك

- 1888 – قدم جورج ايستمان كوداك أشهر آلة تصوير انذاك وعرفت باسم (Kodak) التي صنعها بنفسه حيث بدأ عمله كهاوٍ للتصوير ثم كصانع للوح الحساس وآلة التصوير في روجستر – نيويورك، وكانت الآلة تلك عبارة عن صندوق صغير محمول باليد يتم تحميلها بفيلم طويل وبشكل ملفوف على بكرة فيمكن التقاط مئة صورة به ومغطى بطبقة من الجيلاتين والبروميد وبعد التصوير ترسل آلة التصوير بكاملها للصنع حيث يتم تحميلها باخر جديد غير معرض للضوء ويتم ارجاعها لصاحبها وتتم بعد ذلك عمليات الإظهار والتثبيت والطبع وكان شعار المعمل انذاك هو (اضغط أنت على الزر ودع الباقي علينا)
- 1889 – قدم كوداك فيلمه المصنع من السليلوز وبذلك أصبح بالإمكان معاملة الفيلم من قبل الهواة أنفسهم ومادة السيليلوز نفسها تم اختراعها من قبل الكسندر باركرز في عام 1861
- 1890 – قام كل من هرتر ودرايفيلد (Hurter and Driffield) بنشر ابحاثهما حول التصير الضوئي والتي اعطت دافعا قويا في مجال معاملة الفيلم كيميائيا. كانت ابحاثهم تلك تدور بشكل رئيسي حول طريقة خاصة في المعاملة تعتمد على درجة حرارة المحاليل وكذلك على زمن التعريض الضوئي للفيلم وكان النيجاتيف يراقب من خلال ضوء احمر اللون في الغرفة المظلمة واستطاعوا من تقديم نتائج باهرة انذاك وقد بنيت ابحاثهم تلك على ما توصل إليه هيرمان فوجيل (Herman Vogel) عام (1873) م بانه إذا تم معاملة الطبقة الحساسة للفيلم باصباغ معينة فانه سيكون حساسا لبعض الألوان دون غيرها. وكانت تلك في البداية الأفلام غير الحساسة للون الأحمر وسميت Orthocromatic
- 1891 - غبريال ليبمان تعلن عن «طريقة استنساخ الألوان».
- 1891 - وليام كينيدي لوري ديكسون تطور "kinetoscopic" وخي كاميرا الصور المتحركة أثناء العمل لتوماس أديسون.
- 1895 - الإخوة لوميير يخترعا المصور السينمائي.
- 1898 - كوداك تطرح كاميرا كوداك جيب قابلة للطي.

## القرن العشرين
1. ↑  كتاب سحر التصوير - فن واعلام  للدكتور عبد الباسط سلمان
2. ↑  The First Photograph نسخة محفوظة 06 فبراير 2013 على موقع واي باك مشين.